# Spectrolebias
Spectrolebias  és un gènere de peixos de la família dels rivúlids i de l'ordre dels ciprinodontiformes. Es un gènere de peixos estacionals, que viuen en estanys temporals durant l'estació humida, dels quals els ous estivejen en el fang durant l'estació seca.
Abans era considerat com un subgènere dels Simpsonichthys. Tot i que aquesta divisió és generalment acceptada, un estudi genètic indica que Spectrolebias no és monofilètic. Les espècies del gènere Spectrolebias es diferencien de les espècies dels altres gèneres de la tribu Cynolebiasini per una hiomandíbula significativament més llarga i per una punta cefàlica més estreta del quart ceratobranquial de les brànquies.

## Espècies
- Spectrolebias bellidoi Nielsen & Pillet, 2015
- Spectrolebias brousseaui Nielsen, 2013[4]
- Spectrolebias chacoensis (Amato, 1986)
- Spectrolebias costai (Lazara, 1991)
- Spectrolebias filamentosus (Costa, Barrera & Sarmiento, 1997)
- Spectrolebias gracilis Costa & Amorim, 2018
- Spectrolebias inaequipinnatus (Costa & Brasil, 2008)
- Spectrolebias pilleti Nielsen & Brousseau, 2013
- Spectrolebias reticulatus (Costa & Nielsen, 2003)
- Spectrolebias semiocellatus (Costa & Nielsen, 1997)